# Pamětní odznak druhého národního odboje

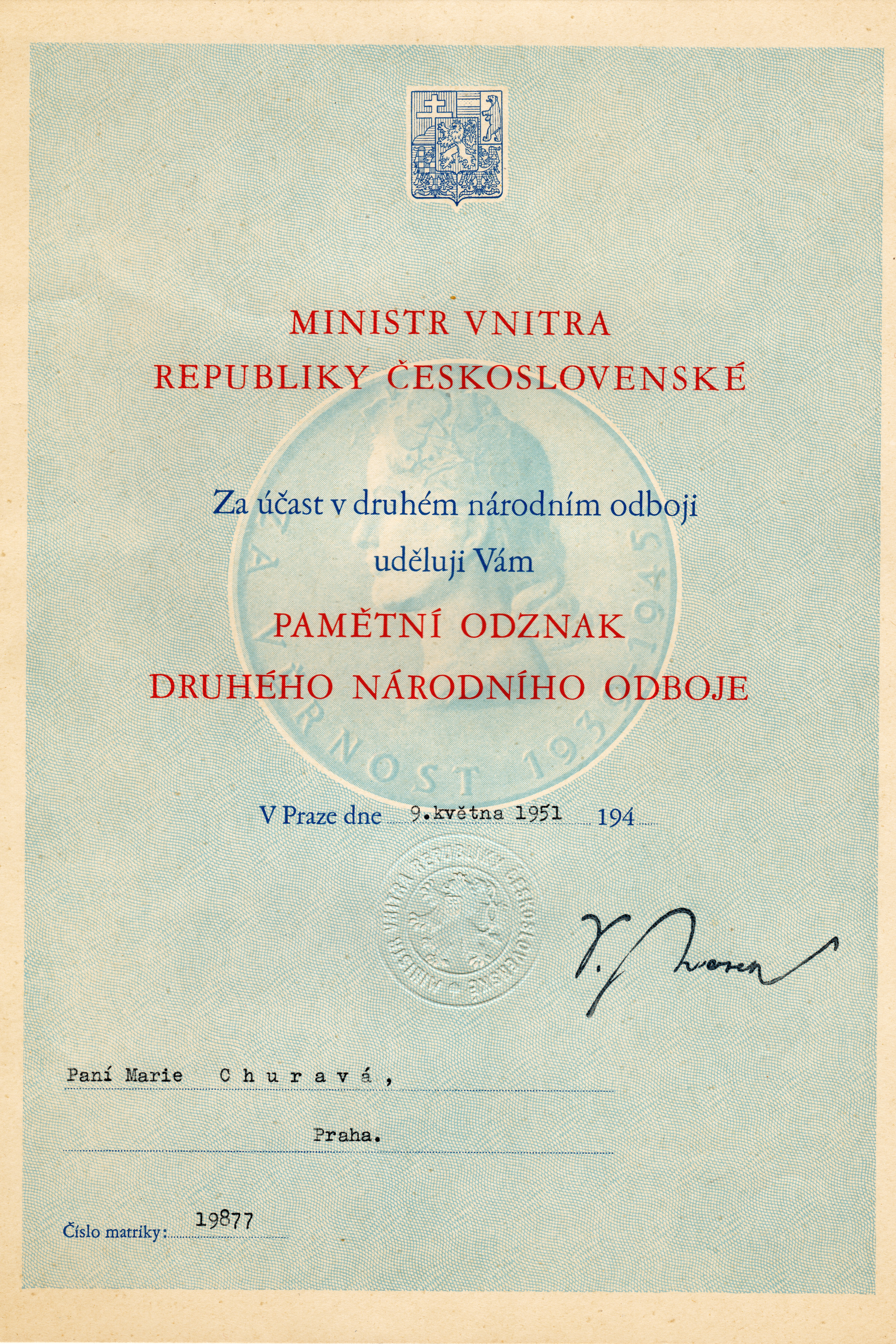
Doprovodný dekret k udělení Pamětního odznaku druhého národního odboje

Pamětní odznak druhého národního odboje, je pamětní dekorace, která byla založena československou vládou dne 14. května roku 1946 vyhláškou MV z 26. června 1946 (Úřední list č. 116/1946). Medaile byla určena občanům, kteří se zúčastnili odboje mimo organizované skupiny či vojenské jednotky se zbraní v ruce. Pamětní odznak uděloval ministr vnitra, který mohl toto právo přenést na předsedy zemských národních výborů. Uděloval se pouze jednou a bylo možné udělit jej též in memoriam.
Medaile je ražena z bronzu, autorem je sochař Alois Sopr a byla předávána s dekretem o udělení.